# Colombia ai Giochi della XXIII Olimpiade
La Colombia partecipò ai Giochi della XXIII Olimpiade, svoltisi a Los Angeles, Stati Uniti, dal 28 luglio al 12 agosto 1984, con una delegazione di 39 atleti impegnati in otto discipline.

## Medaglie
| Medaglia | Atleta             | Sport | Evento                             |
| -------- | ------------------ | ----- | ---------------------------------- |
| Argento  | Helmut Bellingrodt | Tiro  | 50 metri bersaglio mobile maschile |